# Valbrenta
Valbrenta es un municipio italiano de 4835 habitantes en la provincia de Vicenza en la región de Véneto. 
Fundado en 2019, nació de la fusión de los antiguos municipios de Campolongo sul Brenta, Cismon del Grappa, San Nazario y Valstagna. Es un municipio disperso, siendo la sede administrativa la pedanía de Carpanè.

## Geografía física
Valbrenta comprende casi todo el valle del Canal Brenta, limitando al norte con el Trentino Valsugana.
Está cerrado a los lados por el antiplano de los Siete Municipios al oeste y por el Monte Grappa al este.
Todo el valle en el que se ubica está atravesado por el río Brenta.

## Historia
El municipio de Valbrenta nació el 30 de enero de 2019, creado por la Ley núm. 3/2019 del Consejo Regional del Véneto que sancionó la fusión de los antiguos municipios de Campolongo sul Brenta , Cismon del Grappa , San Nazario y Valstagna tras el referéndum consultivo convocado por el Consejo Regional sobre la disposición 132/2018 de la misma asamblea legislativa. El referéndum, celebrado el 16 de diciembre de 2018 en cinco municipios, tuvo resultado negativo únicamente en el municipio de Solagna, que por tanto no participó en la fusión. La capital del municipio de Valbrenta fue establecida por ley regional en la localidad de Carpanè en el antiguo municipio de San Nazario, hasta la entrada en vigor del nuevo estatuto municipal.

## Símbolos
El escudo y el estandarte del municipio fueron otorgados mediante decreto del Presidente de la República del 19 de noviembre de 2020.

« Escudo en cuartos : en el primero, en azul, el león de San Marcos, de frente, en oro, sosteniendo el libro abierto, en plata, cargado con la escritura Pax Tibi Marce Evangelista Meus, en mayúsculas, en negro; en el segundo, de plata, a la montaña de tres picos, de verde, fundada en la punta, la primera y tercera más alta, descendiendo de los lados, sosteniendo la mediana una bandera, ondeando en la banda, intercedida en un asta , de rojo, de blanco natural, del primero, cargado en el centro con una cruz escorzada, en rojo, fijada en una vara terminada en lanza; en el tercero, plateado, al delfín natural , nadando sobre el mar hacia la izquierda y llevando sobre su espalda el caduceo de Mercurio, con serpientes verdes y alas cosidas de plata, colocado en un asta; en el cuarto, de azul, a la planta de tabaco de verde, hojeada con cinco iguales, florecida con tres, de plata, nutrida en la llanura de verde. Adornos exteriores del Municipio.»

El escudo reúne, uno encima del otro, elementos de los emblemas de los dos municipios anteriores: el escudo de Mason Vicentino estaba truncado en oro y azul: en el primero con las dos estrellas en azul; en el segundo la estrella de oro, la de Molvena era azul, con una fuente de plata de la que brotaba agua acompañada en la cabecera de tres estrellas con seis rayos de plata, dispuestas en banda.
La bandera es blanca con bordes azules.

## Monumentos y lugares de interés
En el municipio de Valbrenta hay ocho iglesias parroquiales.
- Iglesia del Espíritu Santo en Oliero. Es uno de los edificios históricos más importantes del valle: de hecho, fue construido, junto con un monasterio benedictino, por Ezzelino II da Romano , que se retiró allí en 1221 . Estuvo afiliado al monasterio de Campese hasta su supresión en 1783 y tenía jurisdicción sobre las capillas de Valstagna y Campolongo. El edificio actual parece una reconstrucción del siglo XVIII, pero aún quedan partes de la fábrica original. Conserva un retablo de Francesco Bassano el Viejo ( 1523 ), un tabernáculo de pared del siglo XIV (contemporáneo a la construcción de la iglesia) y un crucifijo de madera del siglo XV.[8].[9]

- Iglesia de la Virgen del Carmen de Campolongo sul Brenta. Fue construida por familias locales en la primera mitad del siglo XVII y fue declarada iglesia parroquial en 1664 . El edificio actual data de finales del siglo XVIII, pero fue restaurado tras los daños sufridos durante la Gran Guerra. De cierto valor es la portada de la pila bautismal de madera, tallada en la segunda mitad del siglo XVII con el Pecado Original y el Bautismo de Jesús . También se mencionan dos retablos atribuidos a Giulio Carpioni.[10]

- La iglesia de los Santos Nazario y Celso en San Nazario. La que fuera iglesia parroquial de Solagna fue reconstruida en la segunda mitad del siglo XVII y ampliada a mediados del siglo XIX. Las últimas intervenciones, incluida la reconstrucción de la fachada, se remontan a la primera mitad del siglo XX. La obra más preciosa del interior es el retablo que representa la Trinidad y los santos patrones; atribuido inicialmente a Jacopo Bassano o a un imitador de Leandro Bassano, los estudios más recientes creen que es obra de Giacomo Apollonio. También es de considerable valor el altar de la Virgen de madera pintada, cuya contrahuella data de la primera mitad del siglo XVII.[11]

- Iglesia de San Pedro y San Pablo de Carpanè. Su origen se remonta a un oratorio privado de la familia Cappello, que se convirtió en 1951 en sede de la parroquia al separarse de San Nazario. A destacar un San Antonio Abad de madera pintada, obra de artesanos locales de principios del siglo XVII.[12][13]

- Iglesia de San Antonio Abad en Valstagna. Fundada en la primera mitad del siglo XIII, dependió de la parroquia de Oliero hasta su emancipación en 1552. El anterior edificio del siglo XVIII fue destruido durante la Primera Guerra Mundial y el actual data de 1919.[14] Conserva una Natividad de Francesco Bassano el Viejo, a la que también contribuyó su hijo Jacopo Bassano (1525-1528).[15]

- Iglesia del Santísimo Sacramento de Costa. Fue construida en 1835-36 y estuvo inicialmente dedicada a San José . Ya sede de una curaduría dependiente de la parroquia de Valstagna, en 1975 Costa fue declarada parroquia uniendo las curadurías de Collicello y San Marino. Alberga una estatua de madera policromada que representa a San José con el Niño obra de Ferdinando Perathoner (1940-1960).[16]

- Iglesia de San Marco Evangelista en Cismon del Grappa, Fue mencionada ya en 1189 y depende del monasterio de Campese desde sus orígenes. Deteriorada entre el siglo XV y el siglo XVI y destruida por una inundación en 1748, volvió a su plena actividad tras su reconstrucción. El altar mayor, obra del siglo XVIII en mármol policromado, está adornado con un retablo de finales del siglo XVI firmado por Gerolamo Bassano . También es destacable la Madonna del Pedancino , una Virgen con el Niño de madera de finales del siglo XV, perdida durante la mencionada inundación y encontrada milagrosamente treinta kilómetros más abajo en el valle.[17]

- Iglesia de San Bartolomé de Primolano. Mencionada ya desde 1506, es probablemente la más antigua del municipio, estando asociada a un hospital para caminantes de origen medieval. Remodelada varias veces, el edificio actual fue construido entre 1899 y 1913. En el interior se encuentran dos altares de madera pintada y dorada de finales del siglo XVI y un retablo contemporáneo atribuido a los hermanos Bartolomeo y Francesco Nasocchio. La parroquia de Primolano, como las de la vecina Valsugana, formó parte de la diócesis de Feltre y no fue asignada a Padua hasta 1818.[18]

## Demografía
| Gráfica de evolución demográfica de Valbrenta entre 1871 y 2021 |
|                                                                 |
| fuente ISTAT - elaboración gráfica a cargo de Wikipedia         |

## Galería
|                                      |
| Iglesia del Espíritu Santo de Oliero |

|                                               |
| Iglesia de la Virgen del Carmen de Campolongo |

|                                                      |
| Iglesia de los Santos Nazario y Celso en San Nazario |

|                                             |
| Iglesia de San Pedro y San Pablo en Carpanè |

|                                          |
| Iglesia de San Antonio Abad en Valstagna |

|                                           |
| Iglesia de San Marco en Cismon del Grappa |